# سازمان نظامی ملی در سرزمین اسرائیل
سازمان نظامی ملی در سرزمین اسرائیل (در عبری: הארגון הצבאי הלאומי בארץ ישראל (هَ‌اِرگون هَ‌تسوای هَ‌لئیومی ب‌ارِتس یِسرائل)) یا ایرگون که در کشور اسرائیل ازآن با سرواژه نام اِتسِل (عبری: אצ"ל، سرواژه «سازمان نظامی ملی») و درمیان برخی هَ‌اِرگون یاد می‌شود، یک گروه شبه‌نظامی زیرزمینی برپایه تفکر صهیونیزم بود که با انشعاب از سازمان هگانا، از ۱۹۳۱ تا ۱۹۴۸در فلسطین تحت قیومیت انگلستان فعالیت می‌کرد. با شروع جنگ ۱۹۴۸ اعراب و اسرائیل اعضای ایرگون در نیروهای دفاعی اسرائیل جذب شدند.
اتسل سازمان هگانا را به داشتن سیاست نرمش و سازشکاری در برابر اعراب و بخصوص انگلیسی‌ها متهم می‌ساخت و خواستار نشان دادن شدت عمل بیشتری در برخورد با آنان بود. از این روی، خود به انجام عملیات مستقل نظامی علیه آنان روی آورد.
دو تا از معروفترین عملیات‌های ایرگون، بمب‌گذاری هتل شاه داوود در تاریخ ۲۲ ژوئیه ۱۹۴۶ میلادی، که مرگبارترین حمله علیه دولت بریتانیا در محدوده فلسطین تحت قیومیت انگلستان به‌شمار می‌رود، و کشتار دیر یاسین بود که در آن به همراه لحی ۱۰۷ روستایی عرب، از جمله زنان و کودکان را کشتند. در هنگام این حمله به هتل شاه داوود، مناخیم بگین، که بعدها نخست‌وزیر شد، رهبر گروه بود و عملیات به دستور او انجام شد. مقامات بریتانیا از مدت‌ها قبل و دههٔ ۳۰ آرگون را به عنوان «گروهی تروریستی» می‌شناختند.
آوری آونری، فعال چپ‌گرای معروف صلح در جوانی (از ۱۵ تا ۱۹ سالگی) عضو ایرگون بود و بعدها راجع به شیوه‌های آن، مطالبی را انتشار داد.

## انتقادات
در سال ۱۹۴۸ نیویورک تایمز نامه‌ای را به امضای چهره‌های سرشناس از جمله آلبرت اینشتین منتشر کرد که در آن، گروه هَاِرگون به عنوان «سازمانی تروریستی، راست‌گرا، شوونیست در فلسطین» توصیف شد.